# Aymeri III de Narbonne
Pour les articles homonymes, voir Aymeri de Narbonne (homonymie).
Aymeri III de Narbonne, vicomte de Narbonne de 1194 ou 1202 à 1239, a vu son règne dominé par la croisade contre les albigeois. 

## Biographie
Fils du vicomte Pedro Manrique de Lara et de Sancha de Navarre, il est membre de l'importante famille de Lara. Lorsque son père s'empare de la vicomté de Narbonne en 1192 en chassant sa tante Ermengarde, il la réserve pour son fils. En 1194, dès lors que ce dernier reçoit son titre, il reconnaît la suzeraineté du comte de Toulouse Raymond V.
En 1209 débute la croisade contre les albigeois (les cathares). Pressé par le duc de Bourgogne, Eudes III, et par le comte de Nevers, Hervé IV de Donzy, il se range sans entrain du côté des croisés catholiques, ce qui lui permettra de conserver sa vicomté. Il fournit armes, vivres et châteaux aux troupes de Simon de Montfort. Il est par ailleurs présent à Béziers, après le siège de la ville, lorsque la vicomté de Béziers de Raymond-Roger Trencavel échoit à Simon de Montfort. En 1210 Aymeri III de Narbonne participe au siège de Minerve mais pas à celui de Castelnaudary devant l'insistance de ses sujets.
Aymeri III de Narbonne a possiblement pris part à la bataille de Las Navas de Tolosa aux côtés des armées espagnoles d'Alphonse VIII de Castille. Mais après la bataille de Muret (1213), il refuse l'accès de Narbonne à Simon de Montfort qui choisit d'attaquer la ville. Aymeri III de Narbonne tente alors une sortie victorieuse qui chassera les armées adverses. En 1214, il intervient auprès du pape Innocent III pour forcer Simon de Montfort à rendre hommage à Jacques Ier d'Aragon pour les terres que ce dernier possédait dans le Sud de la France. Face aux hésitations du croisé, il se prépare à la guerre, qui sera évitée par l'intervention du cardinal Pierre de Bénévent.
En 1215, lors du concile de Latran, le duché de Narbonne est donné à Simon de Montfort, qui entre en conflit contre l'archevêque de Narbonne, Arnaud Amaury, qui voulait restaurer le duché au profit de l'Eglise. Celui-ci tente alors de soulever Aymeri III de Narbonne et la population contre le nouveau duc. Cependant le Dauphin de France, futur Louis VIII (fils du roi Philippe-Auguste), intervient pour que la volonté royale soit respectée et arase les murs de la ville pour éviter toute résistance.
Néanmoins, en 1217, avec le retour de Raymond VII à Toulouse (pour son père, le comte déchu Raymond VI), Simon de Montfort dû assiéger la cité. Aymeri III de Narbonne se rangea de mauvaise grâce à ses côtés. À la suite de la mort de Simon de Montfort durant le siège en 1218, le décès de Raymond VI de Toulouse et l'accession au pouvoir de son fils Raymond VII, ce dernier se soumet et devient Duc de Narbonne en 1223. Aymeri III de Narbonne lui rend alors hommage pour sa vicomté.
Aymeri III meurt finalement en février 1239, laissant le titre de vicomte de Narbonne à son fils Amalric Ier.

## Mariage
- En 1202, Aymeri III se marie à Guillema de Castellvell, ex-épouse de Guillaume-Raymond de Moncade et mère de Guillaume II de Moncade. Ils se séparent vers 1208.
- À la suite de ce premier mariage avorté, Aymeri III se marie avec Marguerite de Marly (fille de Mathieu de Marly, dernier fils de Mathieu de Montmorency) avec qui il a cinq enfants dont:
  - Amalric Ier de Narbonne ;
  - Ermengarde de Narbonne, comtesse de Foix par son mariage avec Roger-Bernard II de Foix.

### Article d'origine
- Cet article a été rédigé en grande partie à partir de l'article du wikipédia anglais Aimery III of Narbonne.